# 苏联民航601号班机空难
苏联民航601号班机，是苏联民航一班自阿尔汉格尔斯克飞往列舒孔斯科耶的定期国内航班。1983年12月24日，这架飞机在向列舒孔斯科耶接近时因飞行员失误坠毁。机上49人中只有5人生还。

## 机组
涉事班机机组由机长尼古·阿莫夫、副机长Alexander Priydak、导航员弗拉基米尔·马里切夫、飞行工程师费奥多尔·伊贡诺夫和一名不知道姓名的乘务员构成。

## 坠机
事发时，列舒孔斯科耶机场附近能见度为5公里，天空中下着蒙蒙细雨，气温0摄氏度，风速为3m/s。在离机场500米远的地方，机组放下起落架并将襟翼设为15度。 接着，襟翼被调到38度，机长控制飞机开始下降。 飞机向左偏航490米。机长没有进行复飞，依然决定降落并将飞机向右转。在飞机高度降至30米时，机长才决定复飞。起落架被收回，飞机开始重新爬升。但随后，飞机向左倾斜到危险的程度，影响了机身控制。 机长下令将襟翼设为15度，此时飞机已经失速。 飞机随后开始下降，倾角不断增大。当飞机高度降至260英尺，速度为160km/h时，襟翼被设定为8度。 此时，机身倾角已经达到九十度，飞机随后坠毁在跑道右侧110米的地方。机身解体并开始燃烧。 仅有4名乘客和1名乘务员生还。
调查报告认为，机长在驾机飞行的过程中过于冒险且违反有关规定，应该承担这起事故的责任。 空管人员没有过失。